# Céline Misiego
Céline Misiego (* 1980) ist eine Schweizer Politikerin (PdA). Seit 2019 ist sie Mitglied des Grossen Rats des Kantons Waadt.

## Leben
Misiego ist kaufmännische Angestellte beim Kanton Waadt.

## Politik
2015 gründete Misiego den Verein Clitoris-moi, der die Öffentlichkeit und vor allem junge Frauen über die weibliche Sexualität und insbesondere die Klitoris aufklären soll. Während sechs Jahren war Misiego politische Sekretärin der Partei der Arbeit des Kantons Waadt. Sie ist seit 2017 Mitglied des Stadtparlaments in Lausanne und persönliche Mitarbeiterin des Stadtregierungsmitglieds und Parteifreunds Daniel Payot. 2017 rangierte Misiego als Zweite auf der Liste der Partei der Arbeit im Wahlkreis Lausanne-Ville. Gleichzeitig kandidierte sie im ersten Wahlgang als Staatsrätin. Sie erhielt 10'492 Stimmen (6,3 %). Im zweiten Wahlgang trat sie nicht mehr an. 2019 rutschte sie für den zurückgetretenen Jean-Michel Dolivo in den Grossen Rat nach. Zu den kantonalen Wahlen 2022 wurde Misiego von ihrer Partei für die Staatsratswahlen nominiert. Im ersten Wahlgang erhielt sie 6958 Stimmen (4,6 %). Im zweiten Wahlgang trat sie nicht mehr an. Als Grossrätin wurde Misiego wiedergewählt.